# Kumfurt
Kumfurt is een historisch motorfietsmerk.
De bedrijfsnaam was: Kumfurt Motorcycles & Accessories Co., Cockham Rise, Berkshire.
Dit was een Brits merk dat onder Waigh-patent frames bouwde waarin inbouwmotoren van toeleveranciers werden gemonteerd.
Door deze werkwijze kon Kumfurt in 1914 meteen met een grote modellenlijn op de markt komen. Het kleinste model had een 269cc-Villiers-tweetaktmotor met een ROC-tweeversnellingsbak en chain-cum-belt drive. Een zwaarder model had een eencilinder Precision-zijklepmotor met een Sturmey-Archer versnellingsbak en chain-cum-belt drive en het topmodel had een 655cc-JAP-V-twin. Ondanks het feit dat de Eerste Wereldoorlog was uitgebroken en de meeste motorfietsmerken hun productie stillegden, kwam Kumfurt in 1915 met een extra model met een 2pk-Precision motor. In 1916 kwam het merk nog steeds voor in het "Red Book", een lijst van alle Britse motorfietsen, maar de productie was toen al geëindigd. Kumfurt had de mogelijkheden om te verkopen tijdens de oorlog overschat, en de Duits klinkende naam werkte daarbij niet mee.